# Cel-shading technológiát alkalmazó videójátékok listája
Ezen lista azon videójátékokat sorolja fel, amelyek a cel-shading technológiát alkalmazzák.
| Játék                                                            | Platform(ok)                                                                       | Kiadó | Megjelenés                                |
| ---------------------------------------------------------------- | ---------------------------------------------------------------------------------- | --- | ----------------------------------------- |
| Action Doom 2                                                    | Microsoft Windows                                                                  | SSA Entertainment                                                                                        | 2009.                                     |
| Afro Samurai                                                     | Xbox 360, PlayStation 3                                                            | Namco Bandai Games                                                                                       | 2008.                                     |
| American Idol                                                    | Microsoft Windows, PlayStation 2                                                   | Codemasters                                                                                              | 2003.                                     |
| Ape Escape: Pumped & Primed                                      | PlayStation 2                                                                      | Sony Computer Entertainment                                                                              | 2004.                                     |
| Aqua Teen Hunger Force Zombie Ninja Pro-Am                       | PlayStation 2                                                                      | Midway Games                                                                                             | 2007.                                     |
| Auto Modellista                                                  | GameCube, PlayStation 2, Xbox                                                      | Capcom                                                                                                   | 2003.                                     |
| Battle Stadium D.O.N                                             | GameCube, PlayStation 2                                                            | Namco Bandai Games                                                                                       | 2006.                                     |
| Battlefield Heroes                                               | Microsoft Windows                                                                  | EA Digital Illusions CE                                                                                  | 2009.                                     |
| Ben 10: Protector of Earth                                       | PlayStation 2, PlayStation Portable, Wii, Nintendo DS                              | High Voltage Software (PlayStation 2, PlayStation Portable, Wii), 1st Playable Productions (Nintendo DS) | 2007.                                     |
| Black & Bruised                                                  | GameCube, PlayStation 2                                                            | Majesco Entertainment                                                                                    | 2003.                                     |
| Bleach GC: Tasogare Ni Mamieru Shinigami                         | GameCube                                                                           | Sega | 2005.                                     |
| Bleach: Blade Battlers                                           | PlayStation 2                                                                      | Sony Computer Entertainment                                                                              | 2006.                                     |
| Bleach: Blade Battlers 2nd                                       | PlayStation 2                                                                      | Sony Computer Entertainment                                                                              | 2007.                                     |
| Bleach: Erabareshi Tamashii                                      | PlayStation 2                                                                      | Sony Computer Entertainment                                                                              | 2005.                                     |
| Bleach: Heat the Soul                                            | PlayStation Portable                                                               | Sony Computer Entertainment                                                                              | 2005.                                     |
| Bleach: Heat the Soul 2                                          | PlayStation Portable                                                               | Sony Computer Entertainment                                                                              | 2005.                                     |
| Bleach: Heat the Soul 3                                          | PlayStation Portable                                                               | Sony Computer Entertainment                                                                              | 2006.                                     |
| Bleach: Heat the Soul 4                                          | PlayStation Portable                                                               | Sony Computer Entertainment                                                                              | 2007.                                     |
| Bleach: Shattered Blade                                          | Wii                                                                                | Sega | 2006.                                     |
| Bomberman Generation                                             | GameCube                                                                           | Majesco Entertainment                                                                                    | 2002.                                     |
| Bomberman Jetters (kizárólag a GameCube változat)                | GameCube, PlayStation 2, Game Boy Advance                                          | Hudson Soft                                                                                              | 2002.                                     |
| Bomberman Online                                                 | Dreamcast                                                                          | Sega | 2001.                                     |
| Borderlands                                                      | Microsoft Windows, Xbox 360, PlayStation 3                                         | 2K Games                                                                                                 | 2009.                                     |
| Borderlands 2                                                    | Microsoft Windows, Xbox 360, PlayStation 3                                         | 2K Games                                                                                                 | 2012.                                     |
| Breath of Fire: Dragon Quarter                                   | PlayStation 2                                                                      | Capcom                                                                                                   | 2003.                                     |
| Catherine                                                        | PlayStation 3, Xbox 360                                                            | Atlus | 2011.                                     |
| Cel Damage                                                       | GameCube, Xbox, PlayStation 2                                                      | Electronic Arts                                                                                          | 2001.                                     |
| Champions Online                                                 | Microsoft Windows                                                                  | Cryptic Studios                                                                                          | 2009.                                     |
| Cowboy Bebop: Cuioku no Serenade                                 | PlayStation 2                                                                      | Bandai                                                                                                   | 2005.                                     |
| Crayon Sin-ccan: Szaikjou Kazoku Kaszukabe King Wii              | Wii                                                                                | Banpresto (JP) 505 Games (EU)                                                                            | 2006. (JP) 2008. (EU)                     |
| Crimson Tears                                                    | PlayStation 2                                                                      | Capcom                                                                                                   | 2004.                                     |
| Crackdown                                                        | Xbox 360                                                                           | Microsoft Studios                                                                                        | 2007.                                     |
| CRUCIS FATAL+FAKE                                                | Microsoft Windows                                                                  | Light’s                                                                                                  | 2006.                                     |
| Dance Dance Revolution Extreme                                   | PlayStation 2                                                                      | Konami                                                                                                   | 2002.                                     |
| Dance Dance Revolution Extreme 2                                 | PlayStation 2                                                                      | Konami                                                                                                   | 2005.                                     |
| Dance Dance Revolution Ultramix                                  | Xbox                                                                               | Konami                                                                                                   | 2003.                                     |
| Dance Dance Revolution Ultramix 2                                | Xbox                                                                               | Konami                                                                                                   | 2004.                                     |
| Dance Dance Revolution Ultramix 3                                | Xbox                                                                               | Konami                                                                                                   | 2005.                                     |
| Dance Dance Revolution Ultramix 4                                | Xbox                                                                               | Konami                                                                                                   | 2006.                                     |
| Dark Chronicle/Dark Cloud 2                                      | PlayStation 2                                                                      | Sony Computer Entertainment                                                                              | 2003.                                     |
| The Darkness II                                                  | Microsoft Windows, Xbox 360, PlayStation 3, Mac OS X                               | 2K Games                                                                                                 | 2012.                                     |
| Darkspore                                                        | Microsoft Windows                                                                  | Electronic Arts                                                                                          | 2011.                                     |
| Dawn of Mana                                                     | PlayStation 2                                                                      | Square Enix                                                                                              | 2004.                                     |
| DATACARDDASS DRAGON BALL Z                                       | Játéktermek                                                                        | Bandai                                                                                                   | 2005.                                     |
| DATACARDDASS DRAGON BALL Z 2                                     | Játéktermek                                                                        | Bandai                                                                                                   | 2006.                                     |
| Digimon World Data Squad                                         | PlayStation 2                                                                      | Namco Bandai Games                                                                                       | 2006.                                     |
| Dragon Ball Online                                               | Microsoft Windows                                                                  | Namco Bandai Games                                                                                       | 2008.                                     |
| Dragon Ball Z: Budokai sorozat                                   | PlayStation 2, GameCube, PlayStation Portable                                      | Infogrames Entertainment                                                                                 | 2002.                                     |
| Dragon Ball Z: Budokai Tenkaichi series                          | PlayStation 2, Wii, PlayStation Portable                                           | Bandai                                                                                                   | 2005                                      |
| Dragon Ball Z: Burst Limit                                       | PlayStation 3, Xbox 360                                                            | Bandai                                                                                                   | 2008.                                     |
| Dragon Ball Z: Ultimate Tenkaichi                                | PlayStation 3, Xbox 360                                                            | Bandai                                                                                                   | 2011.                                     |
| Dragon Ball: Raging Blast                                        | PlayStation 3, Xbox 360                                                            | Bandai                                                                                                   | 2009.                                     |
| Dragon Ball: Raging Blast 2                                      | PlayStation 3, Xbox 360                                                            | Bandai                                                                                                   | 2010.                                     |
| Dragon Ball: Revenge of King Piccolo                             | Wii                                                                                | Bandai                                                                                                   | 2009.                                     |
| Dragon Quest IX: Sentinels of the Starry Skies                   | Nintendo DS                                                                        | Square Enix                                                                                              | 2008.                                     |
| Dragon Quest Monsters: Joker                                     | Nintendo DS                                                                        | Square Enix                                                                                              | 2006.                                     |
| Dragon Quest VIII: Journey of the Cursed King                    | PlayStation 2                                                                      | Square Enix                                                                                              | 2004.                                     |
| Dragon Quest: Monster Battle Road                                | Játéktermek                                                                        | Square Enix                                                                                              | 2007.                                     |
| Dragon’s Lair 3D: Return to the Lair                             | GameCube, Microsoft Windows, PlayStation 2, Xbox                                   | Ubisoft                                                                                                  | 2002. (NA) 2004. (EU)                     |
| Drake of the 99 Dragons                                          | Xbox, Microsoft Windows                                                            | Majesco Entertainment                                                                                    | 2003.                                     |
| Duel Masters                                                     | PlayStation 2                                                                      | Atari (NA/EU) Kids Station (JP)                                                                          | 2004. (NA/EU) 2005. (JP)                  |
| Ed, Edd n Eddy: The Mis-Edventures                               | PlayStation 2, GameCube, Xbox, Microsoft Windows                                   | Midway Games                                                                                             | 2005.                                     |
| Elemental Gelade: Matoe, Szuifu no Ken                           | PlayStation 2                                                                      | Kadokava Soten                                                                                           | 2005.                                     |
| Ennicsi no Tacudzsin                                             | PlayStation 2                                                                      | Namco Bandai Games                                                                                       | 2007.                                     |
| Eternal Sonata                                                   | Xbox 360, PlayStation 3                                                            | Namco Bandai Games                                                                                       | 2007.                                     |
| Eyeshield 21: Field Szaikjó no Szensi Tacsi                      | Wii                                                                                | Nintendo                                                                                                 | 2007.                                     |
| Eyeshield 21: Max Devil Power                                    | Nintendo DS                                                                        | Nintendo                                                                                                 | 2006.                                     |
| EyeToy: Play 2                                                   | PlayStation 2                                                                      | Sony Computer Entertainment                                                                              | 2005.                                     |
| EyeToy: Play 3                                                   | PlayStation 2                                                                      | Sony Computer Entertainment                                                                              | 2005. (EU) 2007. (NA)                     |
| The Fairly OddParents: Breakin’ da Rules                         | GameCube, PlayStation 2, Xbox, Microsoft Windows, Nintendo DS                      | THQ | 2003.                                     |
| The Fairly OddParents: Shadow Showdown                           | GameCube, PlayStation 2, Microsoft Windows, Nintendo DS                            | THQ | 2004. (NA) 2005. (EU)                     |
| Family Guy Video Game!                                           | PlayStation 2, PlayStation Portable, Xbox                                          | 2K Games                                                                                                 | 2006.                                     |
| FATAL/FAKE                                                       | Microsoft Windows                                                                  | Light’s                                                                                                  | 2005.                                     |
| Fear Effect                                                      | PlayStation                                                                        | Eidos | 2000.                                     |
| Fear Effect 2: Retro Helix                                       | PlayStation                                                                        | Eidos | 2001.                                     |
| Fiesta Online                                                    | Microsoft Windows                                                                  | Outspark                                                                                                 | 2007.                                     |
| Fire Emblem: Path of Radiance                                    | GameCube                                                                           | Nintendo                                                                                                 | 2005                                      |
| Fire Emblem: Radiant Dawn                                        | Wii                                                                                | Nintendo                                                                                                 | 2007. (NA) 2008. (AU)                     |
| Fire Emblem: Shadow Dragon                                       | Nintendo DS                                                                        | Nintendo                                                                                                 | 2008. (JP/EU) 2009. (NA/AUS)              |
| Fullmetal Alchemist 2: Curse of the Crimson Elixir               | PlayStation 2                                                                      | Square Enix                                                                                              | 2004. (JP) 2005. (NA)                     |
| Fullmetal Alchemist 3: Kami o Cugu Sódzso                        | PlayStation 2                                                                      | Square Enix                                                                                              | 2005.                                     |
| Fullmetal Alchemist: Dream Carnival                              | PlayStation 2                                                                      | Bandai                                                                                                   | 2004.                                     |
| Fur Fighters (kizárólag a PlayStation 2 változat)                | Dreamcast, Microsoft Windows, PlayStation 2                                        | Bizarre Creations                                                                                        | 2000.                                     |
| Futurama                                                         | PlayStation 2, Xbox, GameCube                                                      | Unique Dev. Studio                                                                                       | 2003.                                     |
| Future Boy Conan                                                 | PlayStation 2                                                                      | D3 Publisher                                                                                             | 2005.                                     |
| Gekitó Pro Jakjú                                                 | GameCube                                                                           | Sega | 2003.                                     |
| Gin Tama Jorozuja Tube: Cukkomi-able Dóga                        | Wii                                                                                | Namco Bandai Games                                                                                       | 2007.                                     |
| GioGio no Kimjó na Bóken: Ógon no Kaze                           | PlayStation 2                                                                      | Capcom                                                                                                   | 2002.                                     |
| Go! Go! Hypergrind                                               | GameCube                                                                           | Atlus | 2003.                                     |
| Grabbed by the Ghoulies                                          | Xbox                                                                               | Microsoft Studios                                                                                        | 2003. (NA/EU) 2004. (JP)                  |
| Grand Theft Auto: Chinatown Wars                                 | Nintendo DS, PlayStation Portable, iOS                                             | Rockstar Games                                                                                           | 2009.                                     |
| Gravity Rush                                                     | PlayStation Vita                                                                   | Team Siren                                                                                               | 2012.                                     |
| The Grim Adventures of Billy & Mandy                             | Wii                                                                                | Midway Games (NA/EU) Red Ant Enterprises (AU)                                                            | 2006. (NA) 2007. (EU/AU)                  |
| GT Pro Series                                                    | Wii                                                                                | Ubisoft (NA/EU/AU) MTO                                                                                   | 2006.                                     |
| Gunbuster                                                        | PlayStation 2                                                                      | Bandai                                                                                                   | 2005.                                     |
| Harvest Moon: Save the Homeland                                  | PlayStation 2                                                                      | Victor (JP) Natsume (NA)                                                                                 | 2001.                                     |
| The Idolmaster                                                   | Játéktermek, Xbox 360                                                              | Namco Bandai Games                                                                                       | 2005.                                     |
| InuYasha: Feudal Combat                                          | PlayStation 2                                                                      | Bandai                                                                                                   | 2005.                                     |
| Jeanne d’Arc                                                     | PlayStation Portable                                                               | Sony Computer Entertainment                                                                              | 2007.                                     |
| Jet Set Radio/Jet Grind Radio                                    | Dreamcast, Microsoft Windows, PlayStation Network, Xbox Live Arcade                | Sega | 2000. 2012. (HD változat)                 |
| Jet Set Radio Future                                             | Xbox                                                                               | Sega | 2002.                                     |
| Jojo’s Bizarre Adventure: Phantom Blood                          | PlayStation 2                                                                      | Namco Bandai Games                                                                                       | 2006.                                     |
| Kekkaisi                                                         | Nintendo DS                                                                        | Namco Bandai Games                                                                                       | 2005.                                     |
| Kenkabancso                                                      | PlayStation 2                                                                      | Spike | 2005.                                     |
| Kenkabancso 2                                                    | PlayStation 2                                                                      | Spike | 2006                                      |
| Keroro Gunszo Meromero Battle Royale                             | PlayStation 2                                                                      | Bandai                                                                                                   | 2004.                                     |
| Keroro Gunszo Meromero Battle Royale Z                           | PlayStation 2                                                                      | Bandai                                                                                                   | 2005.                                     |
| Killer7                                                          | GameCube, PlayStation 2                                                            | Capcom                                                                                                   | 2005.                                     |
| Klonoa 2: Lunatea’s Veil                                         | PlayStation 2                                                                      | Namco (JP/NA) Sony Computer Entertainment Europe (EU)                                                    | 2002.                                     |
| Legend of the Mystical Ninja                                     | Nintendo DS                                                                        | Konami                                                                                                   | 2005.                                     |
| The Legend of Zelda: Phantom Hourglass                           | Nintendo DS                                                                        | Nintendo                                                                                                 | 2007.                                     |
| The Legend of Zelda: The Wind Waker                              | GameCube                                                                           | Nintendo                                                                                                 | 2003.                                     |
| The Legend of Zelda: Skyward Sword                               | Wii                                                                                | Nintendo                                                                                                 | 2011.                                     |
| The Legend of Zelda: Spirit Tracks                               | Nintendo DS                                                                        | Nintendo                                                                                                 | 2009.                                     |
| The Legend of Zelda: Breath of the Wild                          | Wii U, Nintendo Switch                                                             | Nintendo                                                                                                 | 2017.                                     |
| Looney Tunes: Space Race                                         | Dreamcast, PlayStation 2                                                           | Infogrames                                                                                               | 2000.                                     |
| LoveDeath3                                                       | Microsoft Windows                                                                  | Teatime                                                                                                  | 2008.                                     |
| Lucky Eight                                                      | Microsoft Windows                                                                  | Terpsichore Collection                                                                                   | 2008.                                     |
| Mabinogi                                                         | Microsoft Windows                                                                  | Nexon Co. Ltd.                                                                                           | 2005. (JP) 2008. (NA)                     |
| MadWorld                                                         | Wii                                                                                | Sega | 2009.                                     |
| Mai-Hime Szenrecu! Sin Fuuka Gakuen Gekitósi!!                   | PlayStation Portable                                                               | Sunrise Interactive                                                                                      | 2006.                                     |
| Mai-Otome Hime: Otome Butósi                                     | PlayStation 2                                                                      | Sunrise Interactive                                                                                      | 2006.                                     |
| Magic Pengel: The Quest for Color                                | PlayStation 2                                                                      | Taito Corporation (JP) Agetec (NA)                                                                       | 2002. (JP) 2003. (NA)                     |
| Marheaven Arm Fight Drea                                         | PlayStation 2                                                                      | Konami                                                                                                   | 2005.                                     |
| Mega Man Network Transmission                                    | GameCube                                                                           | Capcom                                                                                                   | 2003.                                     |
| Mega Man X7                                                      | PlayStation 2                                                                      | Capcom                                                                                                   | 2003.                                     |
| Mega Man X8                                                      | PlayStation 2                                                                      | Capcom                                                                                                   | 2004.                                     |
| Mega Man X: Command Mission                                      | GameCube, PlayStation 2                                                            | Capcom                                                                                                   | 2004.                                     |
| Metal Gear Acid 2                                                | PlayStation Portable                                                               | Konami                                                                                                   | 2006.                                     |
| Mobile Suit GUNDAM 0079 Card Builder                             | Játéktermek                                                                        | Banpresto                                                                                                | 2005.                                     |
| Mobile Suit GUNDAM 0083 Card Builder                             | Játéktermek                                                                        | Banpresto                                                                                                | 2007.                                     |
| Monster Rancher 3                                                | PlayStation 2                                                                      | Tecmo | 2001.                                     |
| Musashi: Samurai Legend                                          | PlayStation 2                                                                      | Square Enix                                                                                              | 2005.                                     |
| Naruto: Clash of Ninja                                           | GameCube                                                                           | Takara Tomy (JP) D3 Publisher (EU)                                                                       | 2003. (JP 2006. (NA)                      |
| Naruto: Clash of Ninja 2                                         | GameCube                                                                           | Takara Tomy (JP) D3 Publisher (NA) Nintendo (EU)                                                         | 2003. (JP) 2006. (NA/EU)                  |
| Naruto: Gekitó Nindzsa Taiszen! 3                                | GameCube                                                                           | Takara Tomy                                                                                              | 2004.                                     |
| Naruto: Gekitó Nindzsa Taiszen! 4                                | GameCube                                                                           | Takara Tomy                                                                                              | 2005.                                     |
| Naruto: Rise of a Ninja                                          | Xbox 360                                                                           | Ubisoft                                                                                                  | 2007.                                     |
| Naruto: Ultimate Ninja                                           | PlayStation 2                                                                      | Namco Bandai Games (JP/NA/EU) Atari (AU)                                                                 | 2003. (JP) 2005. (NA/EU/AU)               |
| Naruto: Ultimate Ninja 2                                         | PlayStation 2                                                                      | Namco Bandai Games (JP/NA/EU) Atari (AU)                                                                 | 2004. (JP) 2007. (NA/EU/AU)               |
| Naruto: Ultimate Ninja 3                                         | PlayStation 2                                                                      | Namco Bandai Games (JP/NA/EU) Atari (AU)                                                                 | 2005. (JP) 2008. (NA/EU/AU)               |
| Naruto: Ultimate Ninja Storm                                     | PlayStation 3                                                                      | Namco Bandai Games                                                                                       | 2008. (NA/EU/AU) 2009. (JP)               |
| Negima!? NEO.PACTIO FIGHT!!                                      | Wii                                                                                | Marvelous Entertainment                                                                                  | 2007.                                     |
| Nicktoons Unite! (kizárólag a Nintendo DS változat)              | Nintendo DS                                                                        | THQ | 2006.                                     |
| No More Heroes                                                   | Wii                                                                                | Marvelous Entertainment (JP) Ubisoft (NA) Rising Star Games (EU/AU)                                      | 2007. (JP) 2008. (NA/EU/EU)               |
| No More Heroes 2: Desperate Struggle                             | Wii                                                                                | Marvelous Entertainment (JP) Ubisoft (NA) Rising Star Games (EU/AU)                                      | 2010.                                     |
| Ókami                                                            | PlayStation 2, Wii                                                                 | Capcom                                                                                                   | 2006.                                     |
| Ókamiden                                                         | Nintendo DS                                                                        | Capcom                                                                                                   | 2010. (JP) 2011. (NA/EU/AU)               |
| Ollie King                                                       | Játéktermek                                                                        | Sega | 2004                                      |
| One Piece: Grand Adventure                                       | GameCube, PlayStation 2                                                            | Namco Bandai Games (JP/NA) Atari (EU)                                                                    | 2006                                      |
| One Piece: Grand Battle!                                         | GameCube, PlayStation 2                                                            | Namco Bandai Games (JP/NA) Atari (EU)                                                                    | 2005.                                     |
| One Piece: Pirates’ Carnival                                     | GameCube, PlayStation 2                                                            | Namco Bandai Games                                                                                       | 2005. (JP) 2006. (NA)                     |
| One Piece: Unlimited Adventure                                   | Wii                                                                                | Namco Bandai Games                                                                                       | 2007. (JP) 2008. (NA)                     |
| Penny Arcade Adventures: On the Rain-Slick Precipice of Darkness | Microsoft Windows, Mac OS X, Linux, Xbox 360, PlayStation 3                        | Hothead Games                                                                                            | 2008.                                     |
| Pokémon Dimaond és Pearl                                         | Nintendo DS                                                                        | Nintendo                                                                                                 | 2006. (JP/NA) 2007. (EU/AU)               |
| Pokémon Platinum                                                 | Nintendo DS                                                                        | Nintendo                                                                                                 | 2008. (JP) 2009. (NA/EU/AU)               |
| Prince of Persia                                                 | Xbox 360, PlayStation 3, Microsoft Windows, Mac OS X                               | Ubisoft                                                                                                  | 2008.                                     |
| Punch-Out!!                                                      | Wii                                                                                | Nintendo                                                                                                 | 2009.                                     |
| Radiata Stories                                                  | PlayStation 2                                                                      | Square Enix                                                                                              | 2005.                                     |
| Radirgy                                                          | Játéktermek, Dreamcast, GameCube, PlayStation 2                                    | MileStone, Inc.                                                                                          | 2006.                                     |
| Robotech: Battlecry                                              | GameCube, PlayStation 2, Xbox                                                      | TDK Mediactive                                                                                           | 2002.                                     |
| Rogue Galaxy                                                     | PlayStation 2                                                                      | Sony Computer Entertainment                                                                              | 2005. (JP) 2007. (NA/EU/AU)               |
| Romance of the Three Kingdoms XI                                 | Microsoft Windows, PlayStation 2                                                   | Koei | 2006.                                     |
| Rozen Maiden gebetgarten                                         | PlayStation 2                                                                      | Taito Corporation                                                                                        | 2007.                                     |
| Runaway 2: The Dream of the Turtle                               | Microsoft Windows, Nintendo DS, Wii                                                | Péndulo Studios                                                                                          | 2006.                                     |
| Runaway 3: A Twist of Fate                                       | Microsoft Windows, Nintendo DS, Wii                                                | Péndulo Studios                                                                                          | 2010.                                     |
| Runaway: A Road Adventure                                        | Microsoft Windows, Nintendo DS, Wii                                                | Péndulo Studios                                                                                          | 2001.                                     |
| Rurouni Kenshin                                                  | PlayStation 2                                                                      | Banpresto                                                                                                | 2006.                                     |
| Szaijuki Reload Gunlock                                          | PlayStation 2                                                                      | Bandai                                                                                                   | 2004.                                     |
| Schoolmate                                                       | Microsoft Windows                                                                  | Illusion                                                                                                 | 2007.                                     |
| Scooby-Doo! Unmasked                                             | GameCube, PlayStation 2, Xbox                                                      | THQ | 2005.                                     |
| SD Gundam Force: Showdown!                                       | PlayStation 2                                                                      | Namco Bandai Games                                                                                       | 2004.                                     |
| SD Gundam Gashapon Wars                                          | GameCube                                                                           | Namco Bandai Games                                                                                       | 2005.                                     |
| SD Gundam SCAD HAMMERS                                           | Wii                                                                                | Namco Bandai Games                                                                                       | 2006.                                     |
| Shaman King: Funbari Spirits                                     | PlayStation 2                                                                      | Namco Bandai Games                                                                                       | 2004.                                     |
| Sheep, Dog ’n’ Wolf                                              | Microsoft Windows, PlayStation                                                     | Infogrames Entertainment                                                                                 | 2001.                                     |
| Sidzsó Szaikjó no Desi Kenicsi: Gekitó! Ragnarok Hacsikengó      | PlayStation 2                                                                      | Capcom                                                                                                   | 2007.                                     |
| Shin Megami Tensei: Digital Devil Saga                           | PlayStation 2                                                                      | Atlus (JP/NA) Ghostlight (EU)                                                                            | 2004. (JP) 2005. (NA) 2006. (EU)          |
| Shin Megami Tensei: Digital Devil Saga 2                         | PlayStation 2                                                                      | Atlus (JP/NA) Ghostlight (EU/AU)                                                                         | 2005. (JP/NA) 2007. (EU/AU)               |
| Shin Megami Tensei: Nocturne                                     | PlayStation 2                                                                      | Atlus | 2003. (JP) 2004. (NA) 2005. (EU)          |
| The Simpsons Game                                                | Xbox 360, PlayStation 3, Wii, PlayStation 2, PlayStation Portable, Nintendo DS     | Electronic Arts                                                                                          | 2007.                                     |
| Slap Happy Rhythm Busters                                        | PlayStation                                                                        | Polygon Magic                                                                                            | 2000.                                     |
| Sly 2: Band of Thieves                                           | PlayStation 2                                                                      | Sony Computer Entertainment                                                                              | 2004. (NA) 2005. (EU) 2006. (JP)          |
| Sly 3: Honor Among Thieves                                       | PlayStation 2                                                                      | Sony Computer Entertainment                                                                              | 2005.                                     |
| Sly Cooper and the Thievius Raccoonus                            | PlayStation 2                                                                      | Sony Computer Entertainment                                                                              | 2002. (NA) 2003. (JP/EU)                  |
| Sly Cooper: Thieves in Time                                      | PlayStation 3                                                                      | Sony Computer Entertainment                                                                              | 2012.                                     |
| Sonic Shuffle                                                    | Dreamcast                                                                          | Sega | 2000                                      |
| Space Battleship Yamato                                          | PlayStation 2                                                                      | Bandai                                                                                                   | 2005.                                     |
| Steambot Chronicles                                              | PlayStation 2                                                                      | Irem (JP) Atlus (NA) 505 Games (EU/AU)                                                                   | 2005. (JP) 2006. (NA/EU/AU)               |
| Steamboy                                                         | PlayStation 2                                                                      | Namco Bandai Games                                                                                       | 2005. (JP) 2006. (NA)                     |
| Stoked Rider                                                     | Microsoft Windows, Mac OS X, Linux                                                 | Bongfish                                                                                                 | 2006.                                     |
| Strong Bad’s Cool Game for Attractive People                     | Wii, Microsoft Windows                                                             | Telltale Games                                                                                           | 2008.                                     |
| Suikoden Tactics                                                 | PlayStation 2                                                                      | Konami                                                                                                   | 2005. (JP/NA) 2006. (EU)                  |
| Super Dragon Ball Z                                              | Játéktermek, PlayStation 2                                                         | Bandai                                                                                                   | 2005                                      |
| Super Dragon Ball Z                                              | Játéktermek, PlayStation 2                                                         | Banpresto (játéktermek), Namco Bandai Games (PlayStation 2)                                              | 2006.                                     |
| Super Paper Mario                                                | Wii                                                                                | Nintendo                                                                                                 | 2007.                                     |
| Superman: Shadow of Apokolips                                    | GameCube, PlayStation 2                                                            | Atari | 2003.                                     |
| Tales of Symphonia                                               | GameCube                                                                           | Namco | 2004.                                     |
| Tales of the Tempest                                             | Nintendo DS                                                                        | Namco Bandai Games                                                                                       | 2006.                                     |
| Tales of Vesperia                                                | Xbox 360, PlayStation 3                                                            | Namco Bandai Games                                                                                       | 2008.                                     |
| Tatsunoko vs. Capcom: Ultimate All-Stars                         | Játéktermek, Wii                                                                   | Capcom                                                                                                   | 2008.                                     |
| Teenage Mutant Ninja Turtles                                     | Microsoft Windows, GameCube, PlayStation 2, Xbox                                   | Konami                                                                                                   | 2003.                                     |
| Teenage Mutant Ninja Turtles 2: Battle Nexus                     | Microsoft Windows, GameCube, PlayStation 2, Xbox                                   | Konami                                                                                                   | 2004. (NA) 2005. (EU/AU)                  |
| Teenage Mutant Ninja Turtles 3: Mutant Nightmare                 | GameCube, PlayStation 2, Xbox                                                      | Konami                                                                                                   | 2005. (NA) 2006. (EU)                     |
| Teenage Mutant Ninja Turtles: Mutant Melee                       | Microsoft Windows, GameCube, PlayStation 2, Xbox                                   | Konami                                                                                                   | 2005.                                     |
| THE BATTLE OF YU*YU*HAKUSHO                                      | Játéktermek, PlayStation 2                                                         | Banpresto                                                                                                | 2006. (játéktermek) 2007. (PlayStation 2) |
| Tokimeki Memorial 3                                              | PlayStation 2                                                                      | Konami                                                                                                   | 2001.                                     |
| Tony Hawk's American Sk8land                                     | Nintendo DS, Game Boy Advance                                                      | Vicarious Visions                                                                                        | 2005.                                     |
| Tony Hawk’s Downhill Jam                                         | Nintendo DS                                                                        | Vicarious Visions                                                                                        | 2006.                                     |
| Ueki no Hószoku: Taoszu ze Roberuto Dzsúdan!!                    | PlayStation 2                                                                      | Bandai                                                                                                   | 2006.                                     |
| Ultimate Spider-Man                                              | GameCube, PlayStation 2, Xbox, Nintendo DS, Microsoft Windows                      | Activision                                                                                               | 2005.                                     |
| Under the Skin                                                   | PlayStation 2                                                                      | Capcom                                                                                                   | 2004.                                     |
| Valkyria Chronicles                                              | PlayStation 3                                                                      | Sega | 2008.                                     |
| Victorious Boxers: Revolution                                    | Wii                                                                                | AQ Interactive (JP/AU) Xseed Games (NA) Ubisoft (EU)                                                     | 2007. (JP/NA) 2008. (EU/AU)               |
| Viewtiful Joe sorozat                                            | GameCube, PlayStation 2, Nintendo DS, PlayStation Portable                         | Capcom                                                                                                   | 2003.                                     |
| vSide                                                            | Microsoft Windows, Mac OS X                                                        | ExitReality                                                                                              | 2006                                      |
| Wacky Races                                                      | PlayStation 2, Dreamcast                                                           | Infogrames Entertainment                                                                                 | 2001.                                     |
| The Walking Dead                                                 | Microsoft Windows, PlayStation Network, Xbox Live Arcade, Mac OS X, iOS            | Telltale Games                                                                                           | 2012.                                     |
| Warsow                                                           | Microsoft Windows, Linux, Mac OS X                                                 | Warsow team                                                                                              | 2005.                                     |
| Wild Arms 3                                                      | PlayStation 2                                                                      | Sony Computer Entertainment                                                                              | 2002. (JP/NA) 2003. (EU)                  |
| X-Men Legends                                                    | PlayStation 2, GameCube, Xbox, N-Gage                                              | Activision                                                                                               | 2004.                                     |
| X-Men Legends II: Rise of Apocalypse                             | PlayStation 2, GameCube, Xbox, PlayStation Portable, Microsoft Windows, N-Gage     | Activision                                                                                               | 2005.                                     |
| XIII                                                             | GameCube, Microsoft Windows, PlayStation 2, Xbox                                   | Ubisoft                                                                                                  | 2003.                                     |
| Yin Yang Yo!                                                     | Wii, PlayStation 2, Xbox 360, PlayStation Portable, Microsoft Windows, Nintendo DS | Sega | 2007.                                     |
| Yogurting                                                        | Microsoft Windows                                                                  | Neowiz                                                                                                   | 2005.                                     |
| Yu Yu Hakusho: Dark Tournament                                   | PlayStation 2                                                                      | Atari | 2004. (NA) 2005. (EU)                     |
| Yū Yū Hakusho Forever                                            | PlayStation 2                                                                      | Banpresto                                                                                                | 2005.                                     |
| Zack & Wiki: Quest for Barbaros’ Treasure                        | Wii                                                                                | Capcom                                                                                                   | 2007.                                     |
| Zatch Bell! Mamodo Battles                                       | GameCube, PlayStation 2                                                            | Namco Bandai Games                                                                                       | 2005.                                     |
| Zatch Bell! Mamodo Fury                                          | GameCube, PlayStation 2                                                            | Namco Bandai Games                                                                                       | 2004. (JP) 2006. (NA)                     |
| Zone of the Enders: The 2nd Runner                               | PlayStation 2                                                                      | Konami                                                                                                   | 2003.                                     |